# 2434 Бейтсон
2434 Бейтсон (2434 Bateson) — астероїд головного поясу, відкритий 27 травня 1981 року.
Тіссеранів параметр щодо Юпітера — 3,150.